# عبدالله شريم
عبد الله عباس خلف أو كما يشتهر باسم عبد الله شريم هو عراقي يُنسب إليه الفضل في إنقاذ مئات النساء والأطفال اليزيديين الذين تم اختطافهم واحتجازهم كرهائن من قبل تنظيم داعش. تم ترشيحه لجائزة أورورا الإنسانية لعام 2022 تقديراً لجهوده الإنسانية.

## سيرة
عبد الله شريم، يزيدي من كردستان العراق، عمل سابقًا كمهندس نحل يبيع العسل في العراق وسوريا. بعد اختفاء شقيقته وابنة أخته، كرّس نفسه لإنقاذهن وإنقاذ النساء والفتيات اليزيديات الأخريات اللاتي تم الاتجار بهن كعبيد من قبل تنظيم داعش. طوّر شرم شبكة تهريب معقدة باستخدام مهربي السجائر ومخبرين سريين لإنقاذ النساء المختطفات. وقد نجح في إنقاذ 399 امرأة وطفلاً. استمر في جهوده لإنقاذ النساء بعد هزيمة داعش.
عبد الله شريم وجهوده هما موضوع كتاب دنيا ميخائيل الذي صدر عام 2018 بعنوان "النحال: إنقاذ النساء المسروقات من العراق". يتناول الكتاب قصته الملهمة في إنقاذ النساء الإيزيديات اللاتي اختطفهن تنظيم داعش.  بالإضافة إلى الفيلم الوثائقي "الهروب من داعش" الذي أنتجته Frontline PBS 